# Maison Hartman

La maison Hartman  (en finnois : Hartmanin liiketalo) est un bâtiment  construit sur la place du marché dans le quartier Keskusta de Vaasa en Finlande.

## Présentation
Le bâtiment conçu par Kauno Kallio est construit en 1911-1913 à l'initiative d'Erik Hartman, dont la quincaillerie était au rez-de-chaussée.
Le bâtiment a au fil des ans abrité la quincaillerie Hartman, des logements, des commerces et des restaurants. 
Le bâtiment représente la fin de l'Art nouveau avec des caractéristiques de classicisme nordique et de romantisme national.